# أكيباني

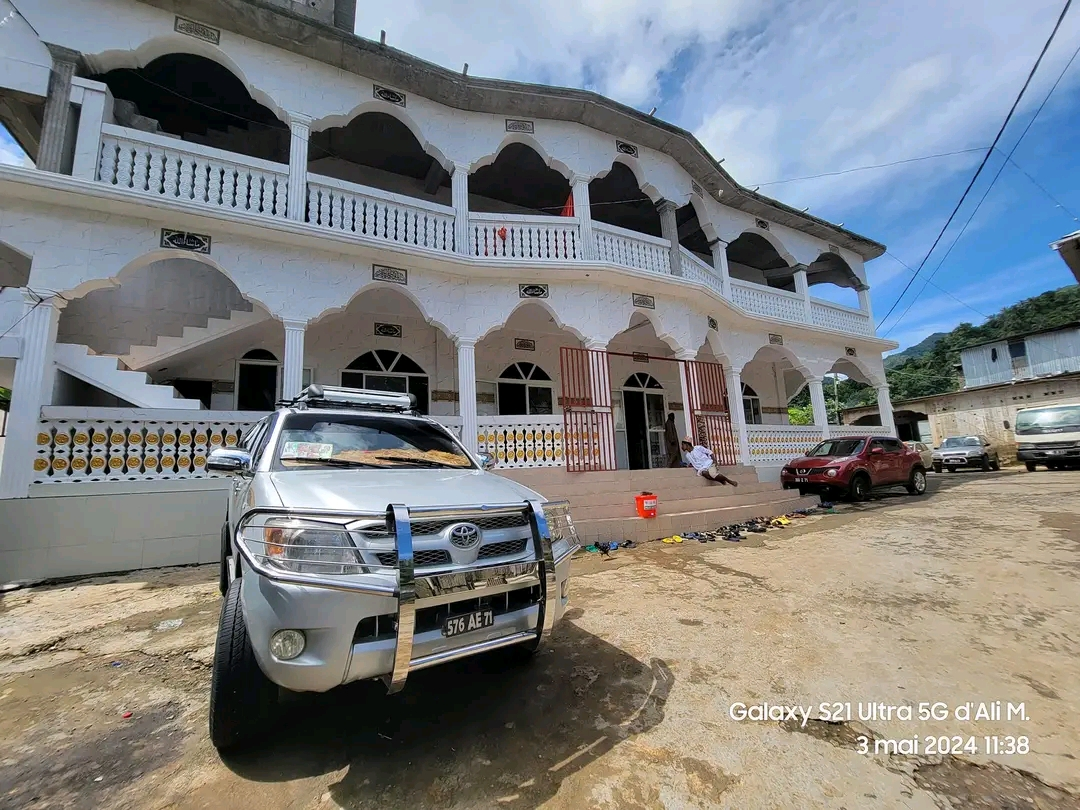
مسجد الجمعة الجديد في أكيباني - تم افتتاحه في 16 فبراير 2024

أكيباني هي قرية في جزيرة أنجوان في جزر القمر. بلغ عدد سكانها 1199 نسمة حسب تعداد عام 1991. و2110 في تعداد عام 2009.